# Szymon Ziółkowski
Szymon Jerzy Ziółkowski, född 1 juli 1976 i Poznań, är en polsk friidrottare som tävlar i släggkastning. 
Ziółkowskis första internationella mästerskapsfinal var finalen vid EM 1998 då han slutade femma med ett kast på 78,16. Hans stora genombrott kom vid Olympiska sommarspelen 2000 i Sydney då han kastade 80,02 ett kast som räckte till olympiskt guld i slägga. Han följde upp det med att bli världsmästare vid VM 2001 i Edmonton då han kastade det nya personliga rekordet 83,38. 
EM 2002 blev en besvikelse då han inte lyckades att kvalificera sig till finalomgången. Inte heller vid Olympiska sommarspelen 2004 i Aten lyckades han kvalificera sig till finalen. 
Vid VM 2005 blev han bronsmedaljör efter att ha kastat 79,35. Han deltog vid EM 2006 och slutade där femma med ett kast på 78,97. Vid VM 2007 var han åter i final och slutade då på en sjunde plats. Han deltog även vid Olympiska sommarspelen 2008 i Peking där han åter blev sjua med ett kast på 79,22. 
Vid VM 2009 i Berlin var han åter i final och slutade denna gång tvåa efter ett kast på 79,30 meter, slagen endast av Primož Kozmus.

## Peronligt rekord
- Släggkastning - 83,38